# Leucanella stuarti
Leucanella stuarti is een vlinder uit de familie nachtpauwogen (Saturniidae), onderfamilie Hemileucinae.
De wetenschappelijke naam van de soort is voor het eerst geldig gepubliceerd door Rothschild & Jordan in 1901.